# The Merry Gentlemen
The Merry Gentlemen ist ein US-amerikanischer Spielfilm aus dem Jahr 2024 mit Britt Robertson und Chad Michael Murray, der unter der Regie von Peter Sullivan nach einem Drehbuch von Marla Sokoloff entstand. Die romantische Komödie wurde am 20. November 2024 auf Netflix veröffentlicht.

## Handlung
Ashley Davis ist eine Tänzerin am Broadway, die nach 12 Jahren kurz vor Weihnachten von ihrer Managerin Jodie ab sofort durch eine jüngere Tänzerin ersetzt wird. Nachdem Ashleys Mutter Lily anruft, und ihr mitteilt, dass sie und ihr Vater Stan Tickets für ihre Show haben um sie zu sehen, beschließt Ashley, stattdessen in ihre Heimatstadt Sycamore Creek zurückzukehren.
Dort erfährt sie, dass das Performance-Theater ihrer Eltern namens Rythym Room finanzielle Probleme hat. Die Vermieterin Denise erhöht laufend die Miete, sodass kaum Geld für notwendige Reparaturen zur Verfügung steht. Außerdem gibt es kaum noch Aufführungen, weil die neueren Bands mittlerweile größere Clubs bevorzugen und über Soziale Medien mehr Aufmerksamkeit generieren. Unterstützung erhalten ihre Eltern von Handwerker und Tischler Luke.
Das Little Spoon Café wird mittlerweile von ihrer großen Schwester Marie und ihrem Mann Rodger betrieben. Von Marie erfährt Ashley, dass Rodger früher Stripper auf Bachelorette Parties war. Vermieter Denise verkündet, dass eine Saftbar daran interessiert ist, den Rythym Room ab dem 1. Januar inklusive deren Schulden von rund 30.000 US-Dollar zu übernehmen. Um das Geld zur Abbezahlung der Schulden aufzustellen, kündigt Ashley die Revue The Merry Gentlemen mit ausschließlich männlicher Besetzung an und stellt eine Truppe bestehend aus Luke, Rodger und Barkeeper Troy zusammen.
Nach der ersten erfolgreichen Show begleitet Luke Ashley nach Hause. Luke war wegen seine Frau nach Sycamore Creek gekommen. Die Ehe wurde zwar mittlerweile geschieden, aber nachdem er sich dort wohlfühlte ist er geblieben. Ashley vermisst einerseits das Tanzen, andererseits hat es ihr auch Spaß gemacht, die Show zu inszenieren. Nachdem Ashley eine positive Kritik der ersten Show gelesen hat, engagiert sie den Taxifahrer Ricky, den sie zufällig bei ein paar Tanzbewegungen beobachtet.
Mit jeder Show kommen mehr Zuseherinnen, sodass sie schließlich ausverkauft sind. Nachdem sich Rodger den Knöchel verstaucht, springt der pensionierte Stammgast Danny für ihn ein, der die Proben mitverfolgt hat. Von Troy erfährt Ashley, dass er Luke schon lange nicht mehr so glücklich gesehen hat, seit ihn seine Frau Amy verlassen hat. Marie bittet Ashley, Luke sein Mittagessen zu bringen. In seiner Tischlerwerkstatt tanzen sie und küssen sich schließlich.
Nachdem Ashley im Büro sieht, dass sie mit den Shows bereits über 23.000 US-Dollar verdient haben erhält sie einen Anruf von Jodie. Weil Ashleys Ersatz dem Druck nicht standgehalten hat und deren Vertretung an Flurona erkrankt ist, bitte sie Ashley, sofort nach New York zurückzukehren. Jodie bietet ihr eine 25-prozentige Gehaltserhöhung sowie einen Dreijahresvertrag.
Ashley teilt der Tanzgruppe mit, dass sie nach New York zurückkehrt. Luke ist enttäuscht und gesteht ihr, dass er dabei war, sich in sie zu verlieben. Später hört Luke zufällig ein Gespräch zwischen Marie und Ashley mit, in dem Ashley gesteht, Gefühle für Luke zu haben. Auf der Fahrt zum Flughafen entscheidet sich Ashley um und kehrt zurück. Sie teilt Luke mit, dass sie Jodie abgesagt hat. Beim Weihnachtsessen mit Familie und Freunden kann Ashley die 30.000 US-Dollar an Denise übergeben.

## Besetzung und Synchronisation
Die deutschsprachige Synchronisation übernahm die EVA Studios Germany GmbH. Dialogregie führte Ariane Seeger, das Dialogbuch schrieb Benjamin Plath.
| Rolle       | Darsteller           | Synchronsprecher  |
| ----------- | -------------------- | ----------------- |
| Ashley      | Britt Robertson      | Alice Bauer       |
| Danny       | Maxwell Caulfield    | Armin Schlagwein  |
| Denise      | Maria Canals-Barrera | Iris Artajo       |
| Jodie       | Meredith Thomas      | Kim Pfeiffer      |
| Lily        | Beth Broderick       | Liane Rudolph     |
| Luke        | Chad Michael Murray  | Fabian Oscar Wien |
| Marie       | Marla Sokoloff       | Maria Hönig       |
| Ricky       | Hector David Jr.     | Sascha Werginz    |
| Rodger      | Marc Anthony Samuel  | Benjamin Plath    |
| Santa Claus | Chuck Spitler        | Hans Hohlbein     |
| Stan        | Michael Gross        | Lutz Riedel       |
| Troy        | Colt Prattes         | Jan Makino        |

## Produktion und Veröffentlichung
Der Film wurde von Hybrid und der Gentlemen Media Group produziert, Produzenten waren Barry Barnholtz, Brian Nolan, Jeffrey Schenck und Peter Sullivan. Die Kamera führte Lars Lindstrom, die Musik schrieb Brooke deRosa, die Montage verantwortete Randy Carter. Das Szenenbild gestaltete Lawrence Humphreys und das Kostümbild Susan Doepner-Senac.
Auf Netflix wurde der Film am 20. November 2024 veröffentlicht.

## Musik
- God Rest Ye Merry Gentlemen – Vyvyan James Hope-Scott und Rick Cassman[5]
- It’s Christmas Time – Shari Short
- Safely Home for Christmas – SJae
- Ding Dong Christmas Song – Mark Alberts
- All I Want for Christmas – Inside Cuts, Chris B Harris, Daniel Kenneth Solovitz, Joseph Michael Diehl, Joseph Hartley
- Dance Ye Merry Gentlemen – Daniel Isaac Feldstein
- The Magic of the Season – Daniel Isaac Feldstein, Jamie Dunlap und Wendy Ellen Feldstein
- He’s My Christmas Dream – Nadia De LeyeOur Christmas Song – Antone Foote, aus Walzer Op. 39: Walzer Nr. 11 – Camerata Bern, Thomas Furi
- Around the Table – Caitlin Notey und John Robert Rockwell
- Christmas is Here – Carter William und Bob Charles
- Christmas Spook – Vasily Igor
- Every Christmas – Sam Shrieve
- Christmas Everyday – Deryn Rush
- Rock ’n’ Roll Machine – Marc O und Christophe Deschamps
- Just One Dance – Jennie Cathcart
- It’s Almost Christmas – Daniele Benati, Renato Podesta und Jacopo Delfini
- Keep Me Warm – Julian De Vizio
- Jingle Bells Underscore – Carter William und Bob Charles
- Here Comes The Snow – Chris B Harris, Daniel Kenneth Solovitz und Wesley Brent Ian
- Hometown Christmas Eve – Bogart O’Brien
- The Magic of the Season – David Isaac Feldstein
- Burning in the Snow – Inside Cuts
- Carol of the Bellz – David Isaac Feldstein
- The Magic of the Season – David Isaac Feldstein
- God Rest Ye Merry Gentlemen – Geoffrey Peter Gascoyn

## Rezeption

### Kritiken
derwatchdog.de vergab 1,5 von 5 Sternen und bezeichnete den Film als „RomCom-Dutzendware“, die zwischen Klischees und Sixpacks kaum Weihnachtszauber und noch weniger Charme biete.
Oliver Armknecht bewertete den Film auf film-rezensionen.de mit vier von zehn Punkten. Dieser steche zwar etwas aus dem Weihnachtsangebot heraus, sei aber eine weitere Fließbandproduktion, die weder in die Geschichte noch die Figuren Arbeit investiere.
Ursula Schmied bezeichnete den Film auf glamour.de als „Magic Mike im Schnee“. Zielgruppe seien Personen, die gern zuckrig-süße, hyperromantische Weihnachtsfilme mögen, Hot Frosty seit seinem Release in der Vorwoche schon achtmal gesehen haben und die von weihnachtlicher Romantik einfach nicht genug bekommen könnten.

### Abrufe
Mit 14,7 Millionen Views belegte der Film in der Startwoche Platz 1 in den englischsprachigen Film-Top-Ten von Netflix.